# Borboropactus divergens
Borboropactus divergens är en spindelart som först beskrevs av Henry Roughton Hogg 1914.  Borboropactus divergens ingår i släktet Borboropactus och familjen krabbspindlar. Inga underarter finns listade.